# 白韦达尔
白韦达尔（芬蘭語：Päivätär）是芬兰神话中太阳及白天的女神和美丽少女，其同伴抑或双重身份是月亮女神古达尔。她们拥有月亮的黄金和太阳的银子，黄金和银子出现在月亮和太阳的光芒里，或者有时也出现在太阳下山时彩霞的边缘上。
如同波赫约拉的女儿一样，白韦达尔和古达尔在天空中纺织金丝和银丝，以及编织金银衣服。在卡勒瓦拉式的民歌中，姑娘们向白韦达尔和古达尔请求金银首饰和衣服来打扮自己。
安娜-莱娜·西卡拉教授认为白韦达尔有可能是统治生命和光芒的神，在基督教通行后被圣母玛利亚所取代。